# Palazzo Barone
Palazzo Barone è un palazzo di Salerno, situato sulla strada che porta a Vietri sul mare. Il palazzo si trova in via Benedetto Croce, in posizione elevata a dominare il porto della città. Realizzato in stile neogotico tra il 1927 e il 1928, periodo in cui tale stile non era certo usuale in Italia, ospitò la sede del Ministero degli Esteri quando a Salerno era insediato il primo governo italiano post liberazione.

## Vicende storiche

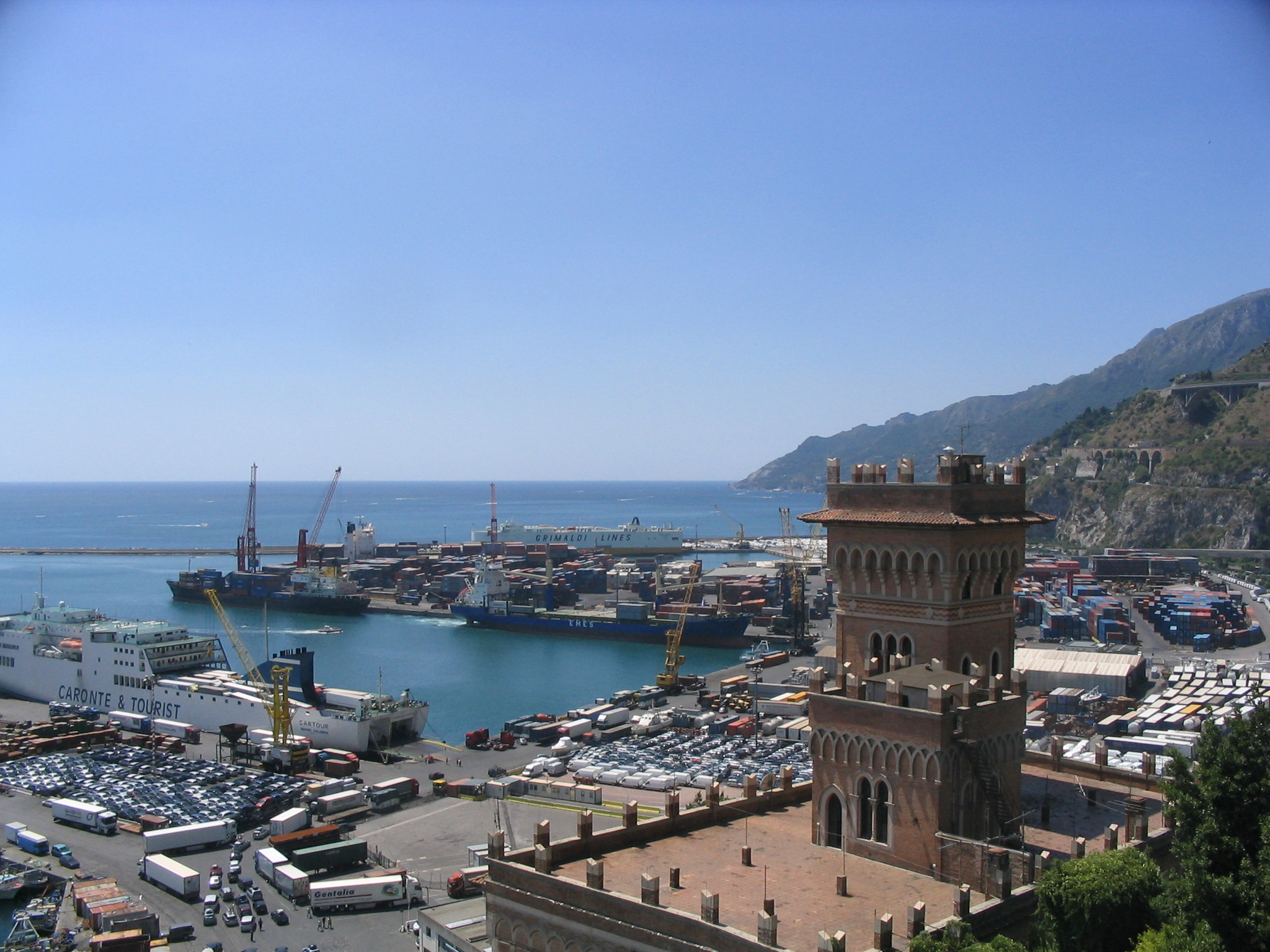
La torre del Palazzo Barone sovrastante il porto di Salerno

Barone erano una nobile famiglia di notai e uomini di legge, la loro presenza nel salernitano è attestata sin dall'alto medioevo nella valle dell'Irno dove è documentato il possesso di feudi in Baronissi e Salerno. Negli anni trenta del Novecento, Antonio Barone, facoltoso imprenditore e colto letterato, caratterizzò il paesaggio urbano con la costruzione di un'eccentrica Villa sulla via Benedetto Croce.
Le notizie più antiche del fabbricato risalgono al primo quarto del novecento quando il Cav. Antonio Barone produce istanza per trasformare parte della scarpata alla via Indipendenza in edificio per civile abitazione; il progetto è a firma dell'ingegnere Domenico Lorito ed ottiene il 24 giugno del 1925 parere favorevole della Commissione Edilizia.
Le contrastanti visioni progettuali sorte fra il committente e Lorito, che dopo il 1922 si era avvicinato ad un linguaggio architettonico semplice e razionale, indussero Antonio Barone ad abbandonare l'idea iniziale e presentare il 25 febbraio del 1927 un nuovo progetto a firma degli ingegneri Mario Siniscalchi e Luigi Mellucci per le strutture e dell'architetto Matteo D'Agostino per la decorazione architettonica. L'idea portante per la nuova costruzione, era la realizzazione di un edificio a destinazione promiscua, si scrive nell'istanza "da adibirsi ad albergo o civili abitazioni".
Nel 1928-29 fra Antonio Barone i proprietari dei palazzi attigui sorge una diatriba relativa al completamento dei fronti laterali della quale si conserva negli archivi comunali un copioso carteggio.
Nei giorni di Salerno Capitale l'edificio diventò la sede del Ministero degli Esteri: nelle stanze al primo piano il segretario generale Renato Prunas riunì tutti i diplomatici italiani presenti a Salerno per ottenere le loro personali opinioni circa i negoziati per il ristabilimento delle relazioni diplomatiche con Mosca.
Il re d'Italia Vittorio Emanuele III nel 1944 espresse giudizi positivi sulla sua estetica, poiché lo apprezzava particolarmente.

## Caratteristiche

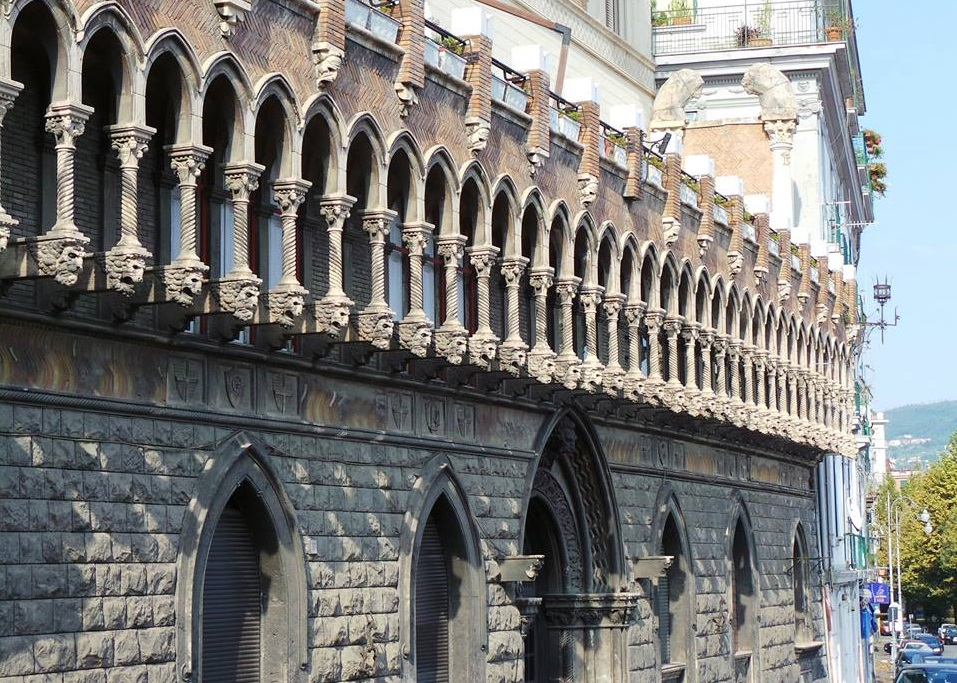
Il loggiato

La scelta di uno stile storicistico e di rimando all'architettura neogotica ottocentesca, in pieno movimento moderno, costituisce più di un bizzarro gusto revivalistico. Nelle decorazioni e nelle scelte architettoniche, tutte ispirate rigorosamente dal committente, si richiama apertamente la storia della tradizione costruttiva mediterranea e la storia della città di Salerno di cui ogni elemento decorativo diventa puntuale citazione.
L'edificio si sviluppa su un'area situata lungo la strada con spessore ridotto al di sotto della scarpata. I progettisti decisero di sviluppare l'edificio in altezza, in uno stile "medioevale modernizzato" come scrissero nella relazione allegata al progetto. L'ambigua destinazione d'uso, lussuoso albergo/civile abitazione, influì molto sulle scelte tipologiche dei progettisti sia a livello pianimetrico che altimetrico. Le pianta del piano terra e del piano ammezzato segnano un fronte compatto sulla strada, oltre questo basamento l'edificio arretra con una terrazza (servita anche dalla rampa con accesso diretto sulla strada), delimitata sui fronti laterali da coppie di colonne sormontate da leoni. Il piano di terrazza aveva la funzione di dividere gli ambienti pubblici da quelli privati; nel caso fosse stato adibito ad albergo, questo piano sarebbe stato destinato ad "Hall, con Saloni da Pranzo, da giuoco, per intrattenimenti". 
Il basamento è caratterizzato da un interessante rivestimento in "bique" di pietra lavica di colore grigio piombo disposte a ricorsi regolari. L'apertura centrale e le cinque laterali sono segnate da cornici di travertino, mentre una serie di archetti e di mensole incornicia le aperture del piano ammezzato offrendo sia la possibilità di illuminare meglio gli ambienti all'interno senza un'eccessiva lettura delle aperture sul fronte principale, sia di aumentare le dimensioni della sovrastante terrazza. I merli in cotto, fanno da balaustra alla terrazza anticipando materiali e colori dei piani superiori. Le finestre, bifore, trifore, quadrifore a colonnine tortili ed archi acuti a piedritto rialzato, sono in pietra artificiale imitante il travertino di Fajano. La decorazione si semplifica negli ultimi piani e termina con un motivo ad archetti e merli che sostiene il cornicione del tetto. La torre sporge di circa m. 1.50 rispetto all'affilo del fabbricato e ripete i motivi decorativi della restante facciata anche per mantenere la simmetria rispetto all'asse del portone.

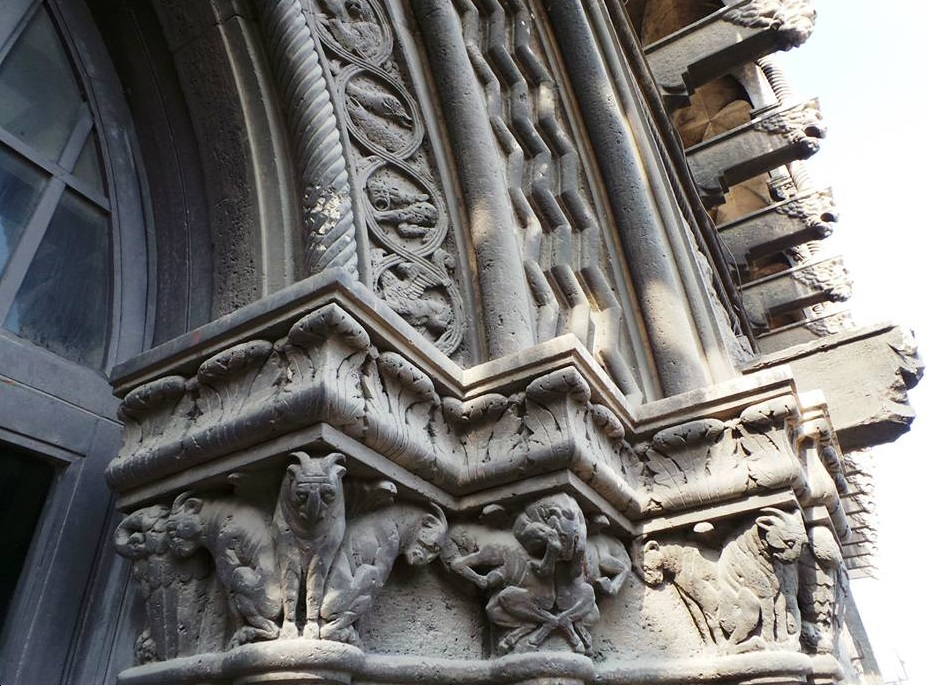
Dettaglio delle decorazioni

Una particolare attenzione rivela il partito decorativo accuratamente scelto dal colto committente che intende ricordare nella sua dimora la storia di Salerno. I leoni e i decori del portale principale della Villa richiamano apertamente i leoni e i rilievi della porta di accesso alla cattedrale di San Matteo, gli archetti pensili a loggetta gli intrecci delle arcate medioevali presenti in palazzo Fruscione, gli archi a sesto acuto ai piani terra e le opere in ferro la cultura islamico-bizantina le cui tracce sono ben visibili nel centro storico.
È evidente che Matteo d'Agostino incontra e si fa interprete del gusto del suo committente che concepiva l'architettura come una scenografia teatrale, come una continua messa in scena per rappresentazioni e proprio D'Agostino per formazione accademica e per tradizione familiare sembrava meglio di ogni altro architetto salernitano poter dar corpo e anima al suo sogno.
Sostanzialmente immutato nel corso del tempo, si registra rispetto ai tipi progettuali la modifica della coppia di aperture del piano terra, simmetriche rispetto al portone di ingresso, trasformate nel 1939 in finestre.